# Palazzo del Governo (Herisau)
Il Palazzo del Governo (in tedesco: Regierungsgebäude) è la sede del governo cantonale di Appenzello Esterno, situato a Herisau. È un edificio storico classificato dal governo svizzero come bene culturale di importanza nazionale.

## Storia
L'edificio fu costruito tra il 1912 e il 1914 dallo studio di architettura Bollert & Herter. In primavera 1914 vi si riunirono per la prima volta il Gran Consiglio e il Consiglio di Stato. Fino al 1983 ospitò anche la sede della banca nazionale e cantonale. Dal 1977 al 1984 venne ristrutturato dall'architetto Ernst Gisel.

## Descrizione

### Edificio
L'edificio ha una struttura portante in cemento armato, con una volta in cemento sopra la sala del Gran Consiglio. Nel angolo ovest si trova una statua di Walter Mettler raffigurante un ragazzo con cornucopia in groppa a un orso. Due statue di Otto Münch ai lati della scalinata davanti all'ingresso rappresentano due putti, uno con un vitello e una capra a rappresentare l'allevamento di bestiame, e un altro con una ruota dentata e una saccoccia portamonete e simboleggiare l'industria e il settore bancario. Sul tetto sono presenti affreschi raffiguranti abitazioni appenzellesi, vedute di villaggi, l'orso simbolo del cantone e personaggi tipici come pastori, ricamatrici e mercenari.

### Sala del Gran Consiglio

La sala del Gran Consiglio in una foto del 1990

La sala del Gran Consiglio è rimasta sostanzialmente invariata sin dalla costruzione dell'edificio, con l'eccezione del vecchio pavimento in linoleum, sostituito da una moquette per migliorare l'acustica. La sala espone i ritratti di tutti i Landamani del cantone sin dalla sua istituzione, mentre gli stemmi sulle vetrate risalgono al XVI e XVII secolo.